# Edward Opaliński
Edward Hilary Opaliński (ur. 17 marca 1950) – polski historyk, profesor nauk humanistycznych.
Specjalizuje się w historii nowożytnej powszechnej, historii Polski XVI-XVII wieku i historii społeczno-politycznej Polski XVI i XVII wieku. Pełni funkcję kierownika Zakładu Historii Polski Średniowiecznej i Nowożytnej do XIX wieku i Archiwistyki w Instytucie Historii Filii w Piotrkowie Trybunalskim Uniwersytetu Jana Kochanowskiego w Kielcach. Był członkiem Komitetu Nauk Historycznych Polskiej Akademii Nauk. 19 lipca 2021 wszedł w sklad Rady Fundacji Instytutu Historii im. Tadeusza Manteuffla Polskiej Akademii Nauk.
Został członkiem Warszawskiego Społecznego Komitetu Poparcia Jarosława Kaczyńskiego w przedterminowych wyborach prezydenckich w 2010. 9 grudnia 2010 został członkiem zarządu stowarzyszenia Polska Jest Najważniejsza. Wszedł w skład komitetu wspierającego kandydaturę Karola Nawrockiego na prezydenta RP w wyborach w 2025.

## Ważniejsze publikacje
- Elita władzy w województwach poznańskim i kaliskim za Zygmunta III (1981)
- Kultura polityczna szlachty polskiej w latach 1587-1652 : system parlamentarny a społeczeństwo obywatelskie (1995)
- Sejm srebrnego wieku 1587-1652 : między głosowaniem większościowym a liberum veto (2001)
- Rodziny wielkosenatorskie w Wielkopolsce, na Kujawach i na Mazowszu za Zygmunta III : podstawy karier (2007)